# Dvojtečka
Dvojtečka (:) (ve starších zdrojích též dvoutečka) je interpunkční znaménko, tvořené dvěma stejně velkými tečkami situovanými nad sebou. Používá se v textu pro oddělení informací uvedených větnou konstrukcí před dvojtečkou, například pro uvedení seznamu, příkladu, údaje nebo přímé řeči. Dvojtečkou se označuje též poměr; v minulosti se používala jako znak dělení, avšak v této funkci byla do značné míry nahrazena lomítkem – dvojtečka se stále používá pro vyjádření poměru, například měřítka, či pro vyjádření skóre sportovního utkání. Dvojtečka se též používá k oddělování údajů například v časovém nebo klasifikačním údaji.

## Psaní na klávesnici
Dvojtečka má zastoupení v základní ASCII tabulce, kde má hodnotu 58 (3AH). V českém rozložení klávesnice se dvojtečka nalézá pod klávesou „L“ napravo, píše se se shiftem. V anglickém rozložení se nalézá hned napravo od klávesy „L“ a i zde se píše se shiftem. Alternativně ji lze zapsat pomocí číselného kódu znaku na numerické klávesnici sekvencí kláves Alt+58.

## Historie
Latinský a anglický název dvojtečky colon pochází z řeckého κῶλον (část, člen, úd). Výraz neoznačoval znaménko v textu, ale samotnou pasáž. V rétorice se tak označovala věta, která byla kompletní gramaticky, ale nikoliv logicky. Věta sestávají ze dvou col se nazývala dicolon, věta ze tří col (například Caesarovo Veni, vidi, vici) tricolon.
Aristofanés Byzantský zavedl ve 3. století př. n. l. středovou tečku zhruba ve významu pozdějšího středníku dvojtečka se mezitím začala používat ve významu dnešní tečky, v anglickém pravopisu kolem roku 1600 se dvojtečka používala zhruba v roli středníku, tedy významově mezi čárkou a tečkou. Až do závěru 18. století se však interpunkční znaménka nepoužívala ke značení struktury věty, ale pouze pro značení pauz v řeči.
V češtině se dvojtečka a některá další interpunkční znaménka začaly používat v době bratrského pravopisu.
Příručky češtiny z první poloviny 19. století (Hanka, Tomíček, první vydání matičního Brusu) se interpunkcí vůbec nezabývaly. Zřejmě jako první se jí soustavněji zabýval Martin Hattala v roce 1857. Ten dvoutečku zařadil mezi znaky přestávky. Ostatní autoři tento výklad příliš nereflektovali, například druhé vydání matičního Brusu zmiňuje jen čárku a středník a třetí vydání navíc jen tečku. František Bartoš v 1. vydání své Skladby roku 1878 dvojtečku zařadil mezi ta dělidla, která označují části vět. Než se ustálily dnešní názvy znamenének, používala se různá označení, pro dvojtečku například název „úvodník“.

## Použití a význam

### Uvození textu
Základní funkcí dvojtečky je uvození textu, například údaje, přímé řeči, seznamu, příkladu, vysvětlení, odůvodnění a podobně.
Příklady:
- Znovu zopakovala to samé: že nic jiného neviděla.
- Zaváhal, ale pak řekl: „Nevím o tom nic.“
- S sebou si vezměte: přezůvky, kartáček na zuby, knihu
- Stav: svobodný

### Poměr
Dvojtečkou se označuje též poměr; v minulosti se používal jako značka dělení, avšak v této funkci byl do značné míry nahrazen lomítkem.
Dvojtečka se stále používá pro vyjádření měřítka map nebo modelů, dále například poměru stran obdélníku (např. fotografie, filmového obrazu, obrazovky, oken, hřiště, půdorysu místnosti, vlajky apod.) či pro vyjádření skóre sportovního utkání. Lze ji využít též například pro poměr objemů, hmotností nebo sil, poměr hlasů ve volbách apod.

### Oddělení údajů
Dvojtečka se používá k oddělování klasifikačních údajů například v knihovnictví. V bibliografických citacích podle ISO 690 se dvojtečka používá pro oddělení titulu a podtitulu (názvu a podnázvu) knihy – v takovém případě se dvojtečka píše bez mezery za titul, zatímco podtitul je oddělen mezerou – a pro oddělení místa vydání a názvu vydavatele (v tomto použití se dvojtečka z obou stran odděluje mezerou). V indickém dvojtečkovém třídění dvojtečka odděluje kód nadtématu od kódu podtématu, například Rakovina : Léčba. V některých jazycích (například angličtině nebo švédštině) se v biblických citacích klade dvojtečka mezi číslo kapitoly a číslo verše, kde se v české praxi používá čárka.
Dvojtečka se používá k oddělení hodin od minut (15:30), případně hodin, minut a sekund (15:30:27). V minulosti byla v češtině pro oddělování hodin a minut preferována tečka, zatímco pro oddělování desetin se používala výhradně čárka. Pravidla českého pravopisu dosud pro oddělení hodin a minut připouštějí pouze tečku, zatímco ČSN 01 6910 připouští místo tečky dvojtečku.
Použití v programovacích kódech (například v programovacích jazycích, internetových adresách a podobně) závisí na definici syntaxe daného jazyka. Použití v programovacích jazycích je obvykle inspirováno použitím v běžných textech, tj. uvození nebo oddělení údajů.

### Funkce apostrofu
Ve finštině a švédštině se vyskytuje dvojtečka, je-li připojen gramatický sufix za zkratku, speciální symbol nebo číslici. Zkratka USA v genitivu se píše finsky USA:n a švédsky USA:s.
Ve švédštině se dvojtečka používá také uprostřed slova ve stažených slovech (S:t místo Sankt, Ax:son místo Axelson).

### Náhražka přehlásky
Ve švédštině se dvojtečka používá jako náhražka přehlásky písmene ö v názvu města Göteborg, psáno jako Go:teborg na jeho oficiálních stránkách, ovšem to je považováno spíše za jazykovou hru.

### Znak tónu řeči
V několika afrických jazycích (budu, sabaot, grebo a další) se dvojtečka používá jako jeden ze znaků ke gramatickému označování tónu řeči. V Unicode se však v tomto významu používá znak U+A789, odlišný od běžné interpunkční dvojtečky (U+003A).

### Mezinárodní fonetická abeceda
Znak podobný interpunkční dvojtečce se používá v mezinárodní fonetické abecedě. Tento znak (ː) však místo kulatých teček má trojúhelníčky namířené ke středu znaménka.

## Typografie
Při psaní na psacím stroji nebo v běžném textovém editoru se dvojtečka za uvozující větnou konstrukcí píše bez mezery, zatímco navazující (uvozený) text se od ní odděluje mezerou. Používá se tedy podobně jako čárka, středník, otazník či vykřičník. V české sazbě se dvojtečka od předchozího znaku odděluje mezírkou o šířce jeden až dva body, tato mezírka však často bývá již součástí znaku jako tzv. nálitek.[zdroj?]
Ve francouzštině se dvojtečka, středník, vykřičník a otazník oddělují mezerou z obou stran.
Pokud se dvojtečka používá pro vyjádření poměru, pak vzniká podobná situace jako v případě použití pomlčky nebo lomítka. Obecně v takových případech v češtině platí, že buď se kladou mezery z obou stran znaménka, nebo hodnoty z obou stran přiléhají ke znaménku těsně bez mezer. Pravidla pro volbu mezi těmito dvěma možnostmi nejsou vždy zcela jednotná, jednoznačná ani bezproblémová, avšak celková tendence je, že pokud výraz na některé straně obsahuje mezery, pak by měly být mezery i kolem dvojtečky, zatímco pokud oba výrazy jsou bez mezer, pak je běžné nepsat (vynechat) mezery kolem znaménka. Dalším kritériem ovšem je jednotnost stylu v rámci jednoho textu.
Aktuální Internetová jazyková příručka ÚJČ v případě dvojtečky neponechává uživateli žádnou volnost. Pro vyjádření dělení či poměru předepisuje použít mezeru z obou stran dvojtečky (mezi příklady uvádí i poměr hlasů ve volbách 5 : 3), zatímco pro vyjádření sportovního skóre (které autoři příručky zřejmě za poměr nepovažují) požaduje použití bez mezer (výsledek 2:0).

## Pravopis
Většina evropských jazyků včetně britské angličtiny pokračuje za dvojtečkou malým písmenem, pokud není jiný důvod k použití velkého písmene. Němčina vyžaduje za dvojtečkou velké písmeno, pokud následuje hlavní věta, a totéž umožňuje i americká angličtina.